# Phyllanthus breynioides
Phyllanthus breynioides är en emblikaväxtart som först beskrevs av Ping Tao Li, och fick sitt nu gällande namn av Rafaël Herman Anna Govaerts och Radcl.-sm.. Phyllanthus breynioides ingår i släktet Phyllanthus och familjen emblikaväxter. Inga underarter finns listade i Catalogue of Life.